# Bertula incongruens
Bertula incongruens là một loài bướm đêm trong họ Erebidae.